# Jan Ciołkosz
Jan Ciołkosz (ur. 31 lipca 1893 w Mielcu, zm. wiosną 1940 w Katyniu) – major piechoty Wojska Polskiego, kawaler Krzyża Niepodległości, prawnik, ofiara zbrodni katyńskiej.

## Życiorys
Urodził się w rodzinie Jana i Antoniny z Lucińskich. Uczeń c.k. Gimnazjum Państwowego w Mielcu (1909–1913). Działacz niepodległościowy „Związku Jastrzębiego” i Związku Walki Czynnej, ps. „Bolesław Żelisławski”. Za działalność niepodległościową relegowany ze szkoły a następnie aresztowany i uwięziony na Montelupich w Krakowie. Po zwolnieniu z więzienia kontynuował naukę w III Gimnazjum Rządowym w Krakowie. Maturę zdał w Wiedniu. Ukończył kurs podoficerski Polskich Drużyn Strzeleckich w Nowym Sączu. W 1914 wstąpił do Legionów Polskich. Początkowo walczył w 3 kompanii Scaevoli-Wieczorkiewicza III batalionu pod dowództwem Edwarda Rydza-Śmigłego. 12 października 1914 mianowany chorążym, przeniesiony do 6 kompanii 3 pułku piechoty na dowódcę plutonu a następnie dowodził II plutonem 10 kompanii 2 pułku piechoty II Brygady Legionów. Walczył w kampanii karpackiej pod Marmaros-Sziget, pod Nadwórną, Wilkowem, Mołotkowem, Pasieczną, Osmołodą, Krzyworównią i o górę Kliwa. Pod Orkomezo został ranny w nogę i w dniach 22 grudnia 1914 – 20 stycznia 1915 r. przebywał w szpitalu w Szotmarnemet. W czasie walk o górę Kirlibaba nabawił się zapalenia płuc, i został wysłany na leczenie do szpitala w Grazu, a następnie do szpitala w Wiedniu. Po wyleczeniu wrócił do szeregów 10 kompanii. Wziął udział w bitwie pod Rafajłową, pod Bielgowem 7 listopada 1915, został ranny w kark i dostał się do niewoli rosyjskiej. Osadzony w więzieniu w Lipnicy następnie w obozie jenieckim w Dernicy k. Kijowa. Po powrocie do Mielca w 1918 zorganizował Komendę Polskiej Organizacji Wojskowej. Jako instruktor Związku Strzeleckiego zorganizował i przeszkolił kompanię ochotników. Z tym oddziałem rozbroił Austriaków w Mielcu (31 X – 1 XI 1918 r.) i w Dębicy. Został komendantem POW w Mielcu. W marcu 1919 wraz z całą kompanią POW został wcielony do kompanii szturmowej 18 pułku piechoty w Rzeszowie. Od 13 października do 23 listopada 1919 i od 19 grudnia 1919 do 23 lipca 1920 roku dowodził 7 kompanią 18 pułku piechoty. Podczas wojny 1920 r. awansowany na stopnień porucznika. Z wykształcenia prawnik.
W okresie międzywojennym pozostał w wojsku. 30 września 1922 awansował do stopnia kapitana (starszeństwo z dniem 19 czerwca 1919 i 712 lokatą w korpusie oficerów piechoty). W 1923 służył w 37 pułku piechoty. W 1923 jako oficer nadetatowy 37 pp służył w Szkolnym Batalionie Piechoty nr 4  jako instruktor. W 1928 był w Szkolnym Batalionie Podchorążych Rezerwy w Gródku Jagiellońskim. W latach 1923–1934 komendant SPRPiech w Skierniewicach i Siedlcach. Następnie przeniesiony do 57 pułku piechoty. Awansował na stopnień majora (starszeństwo z dniem 1 stycznia 1930 i 9 lokatą w korpusie oficerów piechoty) służył w 22 pułku piechoty. 7 czerwca 1934 roku został przeniesiony do 75 pułku piechoty w Chorzowie na stanowisko kwatermistrza.
W czasie kampanii wrześniowej 1939 dowódca batalionu marszowego 75 pp. Batalion wsparty 1 haubicą 100 mm (OZN 23 pułku artylerii lekkiej) bronił mostu w Bojszowach. Następnie w dniach 14–17 września maszerował trasą Lubaczów – Niemirów – Żółkiew. Wyróżnił się w czasie walk pod Tomaszowem Lubelskim. W okolicach Rawy Ruskiej wzięty do niewoli przez Sowietów i osadzony w obozie jenieckim w Kozielsku. Między 11 a 12 kwietnia 1940 przekazany do dyspozycji naczelnika smoleńskiego obwodu NKWD, lista wywózkowa 025/1 z 9 kwietnia1940 poz. 25, nr akt 3885. Został zamordowany między 13 a 14 kwietnia 1940 przez funkcjonariuszy NKWD w lesie katyńskim i pogrzebany w bezimiennej mogile zbiorowej, gdzie od 28 lipca 2000 mieści się oficjalnie Polski Cmentarz Wojenny w Katyniu. W miejscu tym prowadzone były ekshumacje i prace archeologiczne. Zidentyfikowany podczas ekshumacji prowadzonej przez Niemców w 1943 (dosł. określony jako Ciolkosz Jan), zapis w dzienniku ekshumacji pod datą 30 kwietnia 1943. Figuruje na liście AM i liście Komisji Technicznej PCK pod numerem 0777. Przy zwłokach Jana Ciołkosza zostały odnalezione: dowód osobisty oraz wizytówki.

### Życie prywatne
Był żonaty z Sabiną z Jeleńczaków.

## Ordery i odznaczenia
- Krzyż Srebrny Orderu Virtuti Militari (za kampanię wrześniową)[21]
- Krzyż Niepodległości (12 maja 1935)[22]
- Krzyż Walecznych (20/C-945)[23]
- Srebrny Krzyż Zasługi (10 listopada 1928)[24][6]
- Medal Pamiątkowy za Wojnę 1918–1921[25]
- Medal Dziesięciolecia Odzyskanej Niepodległości[25]
- Brązowy Medal za Długoletnią Służbę
- Odznaka pamiątkowa Polskiej Organizacji Wojskowej[11]
- Odznaka Pamiątkowa II Brygady Legionów[8]
- Odznaka Pamiątkowa „Krzyż Wołynia”[8]

## Upamiętnienie
- 5 października 2007 minister obrony narodowej Aleksander Szczygło mianował go pośmiertnie na stopień podpułkownika[26][27][28]. Awans został ogłoszony 9 listopada 2007 w Warszawie, w trakcie uroczystości „Katyń Pamiętamy – Uczcijmy Pamięć Bohaterów”[29][30][31].
- Tabliczka z nazwiskiem na Ścianie Katyńskiej, przy bazylice św. Mateusza Apostoła i Ewangelisty w Mielcu[32][33].
- Na tablicy katyńskiej na Ścianie Pamięci kościoła św. Stanisława w Siedlcach[34].
- Dąb Pamięci posadzony przez Szkołę Podstawową nr 6 w Elblągu, przy al. Piłsudskiego 4 w Elblągu. Certyfikat nr 000465/000348/WE/2008[35].